# CAIN (Band)
CAIN ist eine Band aus der Rhein-Ruhr-Region, die im Jahr 2000 von Damien Cain gegründet wurde.

## Bandgeschichte
Die Band begann als Projekt, das den Song Age of Darkness für die Hörspielserie Geisterjäger John Sinclair komponierte, der zunächst im Jahr 2000 auf den sechs Hörspielen der Reihe als Abspannsong in gekürzter Version veröffentlicht wurde. Auf der zweiten Sonderedition Geisterjäger John Sinclair: Der Pfähler war der Song erstmals ausgespielt zu hören. Außerdem läuft er versteckt im Hintergrund in einer weiteren Folge. Seither gilt die Band als die offizielle John Sinclair Band. Der Song wurde von Warner Music als CD-Single veröffentlicht und im Download angeboten.
Im November 2011 erhielt die Veröffentlichung den Europäischen Independent Musik-Preis Impala-Diamond für mehr als 250.000 verkaufte Songs. Im September 2012 erschienen gleich zwei neue Songs der Band auf der Kompilation John Sinclair: Dark Symphonies, auf der die Band neben Xavier Naidoo, Nena, Deichkind und vielen anderen recht unterschiedlichen Künstlern dem Groschromanhelden musikalisch Tribut zollten. Das Album stieg in die deutschen Charts ein.
Sänger und Texter Marc Sieper verfasste Mitte der 1990er Dracula – Das Musical (Hollysound Records, 1995), das zwei Jahre lang in Wetter an der Ruhr gespielt wurde. Er war weiterhin über Jahre hinweg Frontmann der Progressive-Band Celtic Crypt und der Irish-Folk-Band t Patrick. Den größten Erfolg erzielte Sieper, als er 2006 mit seinem Text Dein Herz für die österreichische Band L’Âme Immortelle einen Hit in den deutschen Singlecharts landete. Außerdem schrieb er einen Songtext für Sir Christopher Lee, der auf der Doppel-CD Edgar Allan Poe: Visionen zu hören ist.
Sängerin Kirstin New kam mit Sieper über das Musical Dracula zusammen, in dem sie gemeinsam auf der Bühne standen. Daneben blickt sie auf zahlreiche Live-Auftritte mit ihrer Hardrock-Band Kiesberch zurück, unter anderem auf großen Festivals, wie Rock im Park (Nürnberg), und es gab auch einen gemeinsamen Auftritt mit Peter Maffay.

## Stil
Der Musikstil von CAIN ist geprägt durch harte Gitarren-Riffs und einem treibenden Schlagzeug. Als Besonderheit kann der Gesang hervorgehoben werden, die technisch verfremdete, eher tiefe Stimme des Sängers harmoniert mit dem an Doro Pesch (Warlock) erinnernden Gesang der Sängerin. „Der Song Age of Darkness ist wie maßgeschneidert für die schwarz gekleidete Zielgruppe“, urteilte seinerzeit die Community von hoerspiele.de.

## Bandmitglieder
Die Gründungsmitglieder sind Michael Marianetti (Programming, Komposition), Kirstin New (Gesang) und Damien Cain, ein Pseudonym von Marc Sieper (Gesang, Text). Während Marianetti in der Vergangenheit ausschließlich als Komponist von diverser Hörbuch-Musik in Erscheinung getreten ist (unter anderem Die Säulen der Erde von Ken Follett oder Das Mädchen von Stephen King), blicken die beiden Sänger auf eine bewegte Schaffenskarriere zurück.

## Wiedervereinigung
Im Jahr 2010 kam es zur Wiedervereinigung der Band. Anlässlich des zehnjährigen Jubiläums der John Sinclair Hörspiele trafen sich die Mitglieder von CAIN wieder und beschlossen, die Band wieder aufleben zu lassen und ein Album zu produzieren.
Gleich vier Komponisten wurden mit der Aufgabe bedacht, neue Songs für die Band zu schreiben: Andy Matern ist eigentlich Komponist von TV-, Film- und Hörspielmusik und wurde zuletzt 2010 für seine Komposition für Das Verlorene Symbol von Dan Brown mit einer Goldenen Schallplatte ausgezeichnet.
Als Komponisten-Team arbeiten der Wuppertaler Burkhard Ballein (unter anderem in der NDW-Band Lunapark aktiv) und Ricky Gee aus England (heute auch Wuppertal) zusammen. Gee arbeitete bereits mit Drafi Deutscher, Dieter Bohlen oder schrieb Songs für Chris Norman. Weitere Songs steuerte Martin Schreiber aus Wolfratshausen nahe München bei.
Ende März 2013 erschien das Debüt-Album Moonstruck, auf dem Wayne Hussey von The Mission und ehemals The Sisters of Mercy als Gast dabei ist. Moonstruck ist im April 2013 auf Platz 10 der Deutschen Alternative Charts (DAC) eingestiegen.
Zwischen 2013 und 2015 folgten einige Konzerte und Auftritte auf Festivals, u. a. bei der Nocturnal Cultural Night in Deutzen bei Leipzig, dem Castle Rock Festival in Mülheim an der Ruhr, einem Auftritt in der Turbinenhalle Oberhausen und im E-Werk in Köln.
Im März 2015 erschien die Single Raise, eine musikalische Interpretation der Titelmusik der Sinclair-Hörspiele. Im Jahr 2020 wanderte Damien Cain nach Irland aus, was das Ende von 'Cain' in der Besetzung bedeutete.

## Damien Cain
Für das Jahr 2025 hat Damien Cain ein Solo-Album namens Standarte angekündigt und dazu bereits ein Video für den Song A Deadly Temptation veröffentlicht. Nach Angaben auf seiner Homepage soll das Album eine Mischung aus alt und neu, dunkel und hell werden, geprägt von surrealen und melancholischen Untertönen. Das Album ist eine globale Kollaboration, bei der Produzenten aus den USA, Südamerika, Finnland und Italien mitgewirkt haben.

## Sonstiges
Es gibt international verschiedene Bands mit dem Namen Cain und Musiker mit dem Namen Damien Cain, die jedoch unterschiedliche Stilrichtungen repräsentieren.

## Diskografie
- 2000: Im Nachtclub der Vampire (Bastei Lübbe)
- 2000: Die Totenkopf-Insel (Bastei Lübbe)
- 2000: Achterbahn ins Jenseits (Bastei Lübbe)
- 2000: Damona, Dienerin des Satans (Bastei Lübbe)
- 2000: Der Mörder mit dem Janus-Kopf (Bastei Lübbe)
- 2000: Schach mit dem Dämon (Bastei Lübbe)
- 2005: Der Pfähler (Bastei Lübbe)
- 2009: Age of Darkness (Zebralution/Warner Music)
- 2012: Save a Heart (Bastei Lübbe)
- 2012: The Last Dance (Bastei Lübbe)
- 2012: Der Lächelnde Henker (Bastei Lübbe)
- 2013: Moonstruck (Bastei Lübbe/tonpool)
- 2015: Raise (Bastei Lübbe)

| Jahr | Titel           | Höchstplatzierung, Gesamtwochen, AuszeichnungChartsChartplatzierungen (Jahr, Titel, Platzierungen, Wochen, Auszeichnungen, Anmerkungen) | Anmerkungen                                          |
| Jahr | Titel           | DE | Anmerkungen                                          |
| ---- | --------------- | --- | ---------------------------------------------------- |
| 2012 | Dark Symphonies | DE63 (1 Wo.)DE | Erstveröffentlichung Save a Heart und The Last Dance |